# 24時間テレビ29 愛は地球を救う
『24時間テレビ29 「愛は地球を救う」 絆〜今、私たちにできること〜』（24じかんテレビ29「あいはちきゅうをすくう」 きずな〜いま、わたしたちにできること〜）は、日本テレビにて2006年8月26日（土曜）18:30 - 8月27日（日曜）20:54（JST）まで生放送された29回目となる『24時間テレビ』である。

## 概要
この年は「世界一受けたい授業」の制作陣を中心としたスタッフ構成であったため、これに関わる演者も多く出演している。
東名阪エリア以外の地域で地上波デジタル放送が開局した地域が増えたこともあり、今回からデジタル放送では全編サイドカットせずデジタルハイビジョン（16:9サイズ）で放送。サイドパネルは紫色のデザインにリニューアルされた。VTR映像やネット局など一部の中継のハイビジョン対応は後年までに順次整備された。

## 出演者

### 総合司会
- 徳光和夫
- 西尾由佳理（当時・日本テレビアナウンサー）

### メインパーソナリティー
- KAT-TUN
  - 亀梨和也
  - 赤西仁
  - 田口淳之介
  - 田中聖
  - 上田竜也
  - 中丸雄一

### チャリティーパーソナリティー
- 篠原涼子

### 番組パーソナリティー
- 久本雅美
- くりぃむしちゅー（有田哲平・上田晋也）

### 番組サポーター
- 柴田理恵
- 次長課長（河本準一・井上聡）
- 綾小路きみまろ
- 小池栄子

### チャリティーマラソンランナー
- アンガールズ（山根良顕・田中卓志）

### 芸能人見られたくないお宝映像100連発
| - くりぃむしちゅー（有田哲平・上田晋也） - MC - 千野志麻 - MC - アンタッチャブル（山崎弘也・柴田英嗣） - 青木さやか - インパルス（板倉俊之・堤下敦） - 大沢あかね - おぎやはぎ（矢作兼・小木博明） - 竹山隆範（カンニング） - 熊田曜子 - 小阪由佳 - 品川庄司（品川祐・庄司智春） - 嶋大輔 - ダチョウ倶楽部（寺門ジモン・上島竜兵・肥後克広） - 長州小力 - 土田晃之 - 出川哲朗 - 中川家（剛・礼二） - 南海キャンディーズ（山里亮太・しずちゃん） - 猫ひろし - ビビる大木 | - フットボールアワー（後藤輝基・岩尾望） - ペナルティ（ワッキー・ヒデ） - ほしのあき - ますだおかだ（岡田圭右・増田英彦） - 安田大サーカス（団長・クロちゃん・HIRO） - レイザーラモン（RG・HG） - 有田芳生 - 23時台にくりぃむしちゅーが裏番組出演に伴う代理MC |

## 企画・コーナー

### タイムテーブル
| 時間         | コーナー名                                                        |
| ------------ | ----------------------------------------------------------------- |
| 26日 18:30 - | グランドオープニング                                              |
| 26日 20:50 - | ヤンキース松井独占密着 復活を支える少年との“絆”                   |
| 26日 21:15 - | 24時間テレビスペシャルドラマ『ユウキ』                            |
| 26日 23:21 - | 芸能人見られたくないお宝映像100連発・1部                          |
| 27日 1:05 -  | スポーツうるぐす                                                  |
| 27日 1:15 -  | 芸能人見られたくないお宝映像100連発・2部                          |
| 27日 5:30 -  |                                                                   |
| 27日 5:45 -  |                                                                   |
| 27日 6:14 -  | 日本列島絆物語                                                    |
| 27日 6:45 -  | NNNニュースサンデー（手話）                                       |
| 27日 6:57 -  | 日本列島絆物語                                                    |
| 27日 8:19 -  |                                                                   |
| 27日 9:25 -  | もうひとつのWBC!障害者野球 KAT-TUNと夢追う少年との“約束”          |
| 27日 9:47 -  |                                                                   |
| 27日 10:13 - | 婚約者からの遺書～特攻部員に捧げた60年愛                          |
| 27日 10:33 - |                                                                   |
| 27日 11:17 - |                                                                   |
| 27日 11:27 - | NNNニュースダッシュ                                               |
| 27日 11:49 - | ウリナリ社交ダンス部と視覚障害者が踊る 世界初ブラインドダンス大会 |
| 27日 12:51 - | W杯戦士・宮本選手と盲目のサッカー少年 絆で挑む大舞台              |
| 27日 13:02 - | ウリナリ社交ダンス部と視覚障害者が踊る 世界初ブラインドダンス大会 |
| 27日 13:28 - | 高校生制服対抗ダンス甲子園・決勝大会                              |
| 27日 14:03 - |                                                                   |
| 27日 14:20 - | ウリナリ社交ダンス部と視覚障害者が踊る 世界初ブラインドダンス大会 |
| 27日 14:45 - |                                                                   |
| 27日 15:18 - | もうひとつのダンス甲子園!!ダウン症青年&KAT-TUN夢コラボ            |
| 27日 15:34 - | ウリナリ社交ダンス部と視覚障害者が踊る 世界初ブラインドダンス大会 |
| 27日 15:43 - | 車いす男性が夢に挑戦!!世界初!ロボットスーツでアルプス登山         |
| 27日 16:03 - | 日本中が修二と彰!1億3千万人の青春アミーゴ                         |
| 27日 16:14 - |                                                                   |
| 27日 16:43 - | ウリナリ社交ダンス部と視覚障害者が踊る 世界初ブラインドダンス大会 |
| 27日 16:59 - | ゴスペラーズが見た光と影 フィリピン11年前の絆は今…                |
| 27日 17:24 - | 笑点チャリティー大喜利                                            |
| 27日 17:56 - | 小池百合子環境大臣緊急リポート!温暖化で世界で一番最初に沈む島     |
| 27日 18:09 - |                                                                   |
| 27日 18:24 - | 志村園長プロジェクト どうぶつ救急24時～小さな命を救え!            |
| 27日 18:53 - | ロシア学校占拠事件から2年 銃撃を生き延びた子どもは今…             |
| 27日 19:07 - | 車いす男性が夢に挑戦!!世界初!ロボットスーツでアルプス登山         |
| 27日 19:39 - | 王貞治と不思議な地蔵の絆                                          |
| 27日 19:50 - | グランドフィナーレ                                                |

## スタッフ
- 構成：桜井慎一/石塚祐介、石原健次、市川榮里、岩村匡子、大名祥子、柏木克紀、木南広明、小山賢太郎、酒井健作、坂本茜、沢口義明、そーたに、高梨武志、高橋秀一、竹尾明子、田中直人、とちぼり元、根本ノンジ、橋本大介、はっしー橋本、ヒロハラノブヒコ、藤井やすひろ、森一盛

日本武道館
- - TD：杉本裕治、牛山雅博
  - SW：小林宏義、安藤康一、蔦佳樹、木村博靖
  - カメラ︰水梨潤、工藤恂児、大庭茂嗣、東武志、荻野高康、高野信彦、茅野竜徳、吉田健治、鈴木健司、佐藤裕司、木藤和久、門田健、松嶋賢一、日向野崇、福田伸一郎、中川昭生、砂走裕一、望月達史、北折雅人、石井英明
  - 音声︰大竹弘一、清水秀明、高木哲郎、川合亮、原秀彰、今村公威、高岡彰吾
  - 調整︰鈴木雄仁、飯島章夫、三崎美貴、神田洋介、菅谷典彦、舘野真也、鈴木昭博
  - 照明：山本智浩、坂下毅一
  - 美術デザイナー：塚越千恵、熊崎真知子
  - 舞台監督：今野公基
  - 装置︰上山隆、四之宮克成
  - 電飾︰岩井直樹
  - アクリル装飾︰高木慶太
  - 装飾︰米山幸市、高野泰人
  - 特殊効果︰栗原寛享
  - メイク︰村上静子
  - マルチモニターSWディレクター：天野雅洋、星野隆夫、佐藤伸一、島袋みさと
  - TK・DSS：中村ひろ子、井﨑綾子、矢島由紀子、桜井えみこ、長谷川和美、田中彩、山際慎子、橋本美幸
  - ステージング：土居甫
  - 振りつけ：MIKO
  - オーディオコーディネーター：鳥飼弘昌
  - 編曲：永作幸男、しかたたかし、たかしまあきひこ
  - 演奏：ガッシュアウト、東京音楽事務所
  - 手話コーラス隊：愛の小鳩事業団 手話コーラス部
  - コーラス：日テレ学院/ミュージッククリエイション、フィジー
  - アシスタント：日本テレビイベントコンパニオン
  - コーラスコーディネーター：国友よしひろ、川原井宏美、青木良英
  - コーディネーター：内藤智子、光岡裕子、渡辺義人、仲埜寛子、脇阪真琴
  - 出演者フォロー：寺内壯、田中裕樹、北條伸樹、加藤晋也、菅原由芳、鈴木孝弥、日向野明、森下典子、内藤梨恵子、高家宏明、坂井康世、上原敏明、橋本孔一
  - フロアディレクター：舟澤謙二、長谷川賢一、杉岡士朗、氣賀澤宏隆、高橋康之、瓜生健、小笠原豪、平野進、石本典隆、佐々竜太郎、岩崎広樹、宮森宏樹
  - ディレクター：江成真二、徳永清孝、今井大輔、河野雄平、那須太輔

絆のチカラ
- - ディレクター：浦田祐一郎、山泉貴弘、持田順也、今野恒、石谷徳崇、佐谷直子、井上伸正、塚田直之、長井香織、大原正也、伴在宏将、堤聰、石塚宏充、小林周一、広江孝吉、西山嘉昭、森栄一郎、大塚力、丸山太嘉志、小峰潔貴、畑野浩二
  - AP：宇都宮優貴子、黒川こず枝、佐々木雅子、佐野優子、山口敦司
  - プロデューサー：和田隆、小島俊一、神尾育代、道下綾子
  - 演出：鈴木守、鈴木基之

FAX
- - ディレクター：藤村利晴、佐藤祐史、吉田一浩、下田和則、宮部智泰、芝崎孝雄、中道康夫、栗栖政文
  - AP：斎藤みさ子、千田都
  - プロデューサー：森下泰男
  - 演出：小江翼

キズナ写真で作る!巨大モザイクアート
- - アートプロデューサー：黒木遠志
  - アートディレクター：藤井彩人
  - ディレクター：小元肇
  - プロデューサー：大越理央、藤井秀人

スポーツ記録に挑戦
- - 本社技術：坂口裕直、川畑千歳
  - ディレクター：紀内良彦、熊谷暁夫
  - プロデューサー：伊東修

～鉄人 間寛平 陸上十種競技に挑戦会場～
- - 中継TD：平間良一、鈴木康夫
  - SW：清達彦
  - カメラ：柄松真一郎
  - 音声：龍田幸久
  - 調整：高橋一徳、高橋和同
  - モニター：吉邑光司
  - 照明：谷田部恵美、山内圭
  - 装置：赤木直樹
  - 装飾：伊澤英樹
  - CG：齊藤久志
  - 制作進行：後藤範之
  - 協力：平成国際大学
  - ディレクター：長谷川孝、藤田飛鳥、室井章吾
  - プロデューサー：栄永英幸、荒木由美子

～潜水世界記録に挑戦会場～
- - 中継TD：川村雄一
  - SW：山根寿彦
  - カメラ：青木謙一
  - 音声：大場悟
  - 調整：正井祥二郎
  - 照明：四野宮伸恭
  - 装置：品田昌則
  - 装飾：吉田浩
  - 電飾：柏木淳
  - モニター：池山紘章、磯貝冨義
  - 協力：帝京大学八王子キャンパス
  - 制作進行：柏木美宏、古城戸利香
  - ディレクター：松居哲郎、吉村真人、西村明浩
  - プロデューサー：若月寿朗、金佐智絵

～本社リモートサブ～
- - SW：菊地宏、杉本亮
  - 音声：三村浩一、山田淳
  - CG：窪川直毅、堀江隆臣、長倉茂樹
  - TK：石島加奈子、林恵潤佳
  - ディレクター：岡本和孝、森俊憲、平田祥士
  - 協力：北海道日興通信、SEIKO

日本列島ダーツの旅的 全国1億人インタビュー!!
- - ディレクター：小松原正勝、柳川剛、加納成人、須藤大介
  - プロデューサー：面髙直子、江尻直孝

ヤンキース松井独占密着 復活を支える少年との“絆”
- - ディレクター：木村拓也
  - プロデューサー：近澤駿
  - 協力：ニューヨークヤンキース広報部 広岡勲

ハンディキャップに負けずに野球がやりたい!障害者野球チームの挑戦
- - ディレクター：川崎文平
  - プロデューサー：小川潔

W杯戦士・宮本選手と盲目のサッカー少年 絆で挑む大舞台への挑戦!
- - カメラ：三浦貴広
  - 音効：堺慶史郎
  - 編集：日詰しのぶ
  - MA：榊枝一也
  - VE：坂谷聡明
  - ディレクター：如沢大介
  - AP：杉原珠子
  - プロデューサー：松原正典、荻原伸之、伊在井千晴

スタジオジブリ中継
- - TD：森義人
  - SW：高橋充弘
  - カメラ：長谷川司
  - VE：牛山敏彦
  - MIX：森川哲男
  - 音声：大島章太
  - 照明：高橋明宏
  - 演出：前田直敬
  - プロデューサー：清千里
  - ディレクター：大内勝

婚約者からの遺書
- - カメラ：為谷純
  - 照明：石田厚
  - ディレクター：土橋覚
  - AP：前多由香
  - 演出：阿部高、清水潔
  - プロデューサー：髙松明央

サマーフェス2006in日産
- - 特別協賛：日産自動車
  - TD：諏訪勝
  - SW：吉川均
  - カメラ：富岡三隆
  - 音声：南雲長忠
  - 調整：萩野谷直樹
  - 照明：中瀬有紀
  - ディレクター：服部完英、鈴間広枝、廣瀬由紀子
  - プロデューサー：松隈美和、河村奈美、菊岡郁枝

笑点
- - 照明：蜂谷道雄
  - SW：宮崎和久
  - カメラ：田代義昭
  - 音声：酒井孝
  - 美術デザイナー：磯村英俊
  - 装置：峰崎俊輔
  - 装飾：丸山善之
  - 衣裳：佐々木皖子
  - メイク：村元希久子
  - ディレクター：鬼頭直孝、永井英樹、大畑仁
  - プロデューサー：鈴木雅人、飯田達哉

スポーツうるぐす
- - プロデューサー：黒岩直樹
  - ディレクター：岩崎泰治、津郷大吾

告知
- - ディレクター：武末大作、益子さおり
  - AP：武田佳子
  - プロデューサー：神田隆
  - 制作進行：岩下英恵
  - 協力：ミハイル・ゴルバチョフ、サムシングインターナショナル

ゴスペラーズが見た光と影 フィリピン11年前の絆は今…
- - カメラ：杉甲敏行
  - 音効：吉田比呂樹
  - コーディネート：丸山寿和、渡辺正人
  - MA：山際卓郎
  - VE：上山隆司
  - ディレクター：照井有、森辰雄
  - 演出：杉村和彦
  - プロデューサー：小沢太郎、高島良子

OAダイジェスト
- - ディレクター：八重沢亮、渡邊麻子

海外リポート!温暖化で世界で一番最初に沈む島ツバル
- - ディレクター：東井文太
  - カメラ：木村智
  - プロデューサー：首藤由紀子

海外ドキュメント ロシア学校占拠事件!～ 銃撃を生き延びた子どもは今…～
- - カメラ：竹葉晶子
  - AP：堀真由美
  - プロデューサー：池田睦也
  - 演出：小倉宣勇

世界初!車いす男性がロボットスーツで夢のアルプス登山
- - AP：古賀絢子
  - ディレクター：橋本和明、高木悟、湯浅次郎
  - プロデューサー：宇佐見友教

伝説の“宝島“は日本に実在した!!海賊キッドの財宝を探せ!
- - ディレクター：瀬戸口晃、番秀一郎、石井麻美、小久保純子
  - TM：小椋敏宏
  - TD：各務裕之
  - MIX：小澤太
  - 音効：花岡英夫
  - 協力：宝島のみなさん、鹿児島県十島村
  - 資料提供：別枝行夫、国立国会図書館
  - AP：伊藤奈保子
  - プロデューサー：環真吾、柿田聡
  - 演出：中谷聡、さとうしゅう

ダンス甲子園
- - AP：太田茂憲、高橋葉子
  - 制作進行：高梨織江
  - ディレクター：武石政人、澤井慎幸、甲斐康道、佐藤丁丈
  - 演出：古賀謙一
  - プロデューサー：矢追孝男、福浦与一、牛丸謙壱

日本中が修二と彰!1億3千万人の青春アミーゴ
- - ディレクター：池田創一
  - プロデューサー：天笠ひろ美

ダウン症の少年少女とKAT-TUNの熱き友情ダンス
- - AP：平山美由紀
  - 制作協力：LOVE JUNX
  - ディレクター：当麻康夫、村田正樹

視覚障害者が踊る 世界初ブラインドダンス大会
- - TP：鴇田晴海
  - TD：加藤浩
  - SW：米田博之
  - カメラ：青木芳行
  - AUD：小池隆
  - VE：高野雅彦
  - ED：菅谷恵子
  - 特機：石井伸昭
  - 照明：下平好美
  - 美術プロデューサー：高津光一郎
  - 美術デザイナー：本田恵子
  - 美術進行：大川明子
  - 装置：米丸貴昭、才原裕二
  - 装飾：加悦靖久
  - 衣装：松沢味季
  - メイク：鷹部麻理
  - 協力：日本ダンス議会、東京ビッグサイト、二ツ森司ダンススクール、二ツ森亨ダンスアカデミー、神奈川県ライトセンター、東京都立八王子盲学校
  - ディレクター：黒川高、植木一実、寺野慎一郎、石井和章
  - 演出・プロデューサー：加藤幸二郎
  - プロデューサー：大山恭平

どうぶつ救急24時～小さな命を救え!～
- - 制作進行：榎本晃子
  - ディレクター：三浦正樹、宇津浩二、上原千絵
  - 演出：清水星人
  - プロデューサー：渡部祐一

ペ・ヨンジュンから24時間テレビに熱きメッセージ!
- - ディレクター：大澤葉子
  - プロデューサー：尼崎昇、中川幸美

‘第2日本テレビ
- - ディレクター：北條暁子、皆川陽介
  - プロデューサー：斎藤政憲、福田和美

デジタルコンテンツ
- - プロデューサー：加藤友規、今倉一正、鬼丸尚

〈データ放送〉
- - 技術：原浩生、三ッ谷浩樹
  - ディレクター：若園基寛、新津沙央理

〈ホームページ〉
- - 技術：神田誠司、市川雄一
  - ディレクター：松村綾子、山田修造

〈ケータイチャリティ〉
- - ディレクター：奥山覚、別府彩夏

芸能人見られたくないお宝映像100連発!!
- - SW：高梨正利
  - カメラ：山田祐一
  - 音声：大島康彦
  - VE：小澤郁彌
  - 照明：安井雅子
  - 美術プロデューサー：松崎純一
  - 美術デザイナー：小林俊輔
  - 装置：三宅春彦
  - 装飾：高橋吉彦
  - 電飾：二階堂哲也
  - 特殊効果：堀田秀二郎
  - メイク：土屋裕子
  - 音効：森山顕仁、岡田淳一
  - TK：大岡伸江、春日千佳子
  - AP：川嶋典子、坂井康世、殿村えみ、渡邉奈津子
  - ディレクター：山田直樹、森本雅也、内田秀実、秋山秀人、松木大輔、塩入修
  - 演出：上利竜太、和田英智、佐々木英敏
  - チーフプロデューサー：松崎聡男
  - プロデューサー：小塩佳宏

車いすトライアスロン中継
- - TD：本田達昭
  - 映像プラン：保刈寛之
  - 音声プラン：辻直哉
  - 連絡線：岡田洋一
  - ポイントTD：古庄剛、入江浩文、淵崎尚良、伊藤秀雄、井ノ口彰樹、隅元久、大久保龍二、大塚英嗣
  - 装置：東谷武文
  - コーディネーター：小山真一
  - メカニック：内藤淳也
  - 協力：サクラスイミング、都立東白髭公園、アクセスインターナショナル、東京都多摩障害者スポーツセンター、東京都障害者総合スポーツセンター、天草フィルム・コミッション、天草市、苓北町、天草漁業協同組合、熊本県警察本部、天草警察署、第十管区熊本海上保安本部、(株)信用組、バラエティクラブジャパン、丸石自転車株式会社、JAMIS、Run2 Active Support、ケン・コーポレーション、サウンド九州
  - 指導：福元寿夫、三井利仁、千葉雅昭
  - S1コーディネーター：本間千映子、田川浩子、河野文子
  - AP：石川京子、田代栄治、岡野芳子
  - ディレクター：中澤洋貴、長瀬久司、笠原保志、真木健一郎、平野真一、大久保郁子、六車長治、高畑伸彦、木下昌洋、春野光紀
  - プロデューサー：松本浩明、竹村薫、富永芳宏
  - 演出：中西健、米澤敏克

24時間テレビ100キロチャリティマラソン
- - TD：黒木貴博、田村好彦、夏越一徳、本間一美、石坂忠義、江頭恭二
  - SW：内海秀樹
  - 調整：小野敏之
  - 照明：河内俊明
  - カメラ：石渡裕二、石橋孝雄、清野理、早川智晃
  - 音声：宮木毅、高瀬敦也、鈴木幸太郎、安楽修平、吉田航
  - ヘリコプター：内野航司、高橋航太郎
  - ENG：松丸明夫
  - ドライバー：中村佳司、畠山正博、西山浩史、花淵敏、橋本優介
  - 美術デザイナー：近藤純子
  - 装置：田村佳久
  - 電飾：池田大介
  - 特殊効果：大宮敏明
  - GPS：前川泰徳
  - CVセンター：伊澤洋介
  - マラソンコーディネーター：坂本雄次、村嶋芳樹、中川修一、三笘育
  - 制作進行：石井希和、田口美和子
  - コーディネーター：浦川智之、國谷茉莉
  - ディレクター：岩佐直樹、廣木克、高野透矢、田澤実、石野浩史、戸高克仁
  - プロデューサー：川邊哲也、阿河朋子、小川明人
  - プロデューサー・演出：糸井聖一

24時間テレビ29
- 技術統括：福王寺貴之、古川誠一
- 美術統括：中原晃一
- 広報：立柗典子、柳沢典子
- リサーチ：明日有紀子、犬山智香子、亀倉文太、高橋勝喜、野村直子、羽柴千晶、山本晃史、渡邉匠
- 音楽効果：小川彦一、村上義行、吉田茂、見浪史郎、金沢裕一、佐藤充
- VTR︰大山香奈、松尾良次
- SDC・SOC︰大槻善洋、山本聡一、望月貢
- CVセンター︰玉造昌和、加藤大樹
- マスター︰岡崎邦章、上村明、長南聡子、杉本智哉
- 放送進行：鈴木啓祐、戸田聖一郎、立川浩章、髙橋めぐみ
- 回線ブッキング︰飯地浩美、増澤鉄平
- 電飾回線設備︰山崎行雄、高谷健夫、浅川彦四郎、近藤鉄夫、佐々木正
- 編成：柴田裕次郎、中川武文
- 営業：中西太、清水美菜子、齊藤尚宣
- CM進行：水野葉子、井口明生、関谷美帆
- 技術・美術協力：日本テレビアート、NTV映像センター、日本テレビビデオ、タムコ、共立、バンセイ、千代田ビデオ、朝日航洋、田中電気、日本有線テレビ、ジャパンテレビ、日放、東京音研、ミジェット、さがみエンヂニアリング、トムキャット、日本テレビワーク24、カスト、ヌーベルバーグ、エキスプレス、コスモ・スペース、イエローフラッグ、東通、池田屋

ネット企画 日本列島絆物語
- - 演出：上野真二

〈札幌テレビ〉
- - ディレクター：水谷潤子

〈よみうりテレビ〉
- - ディレクター：守本貴則、大坪正季

〈西日本放送〉
- - ディレクター：松村文彦
  - 撮影：三宅昭二

〈鹿児島よみうりテレビ〉
- - ディレクター：長島崇彦、坂口慎二

〈沖縄テレビ〉
- - ディレクター：喜友名盛仁、金城光生
- 制作協力：IVSテレビ制作、アガサス、アクロ、いまじん、いまじんP&R、NTV映像センター、えすと、ncv、オフィスクレッシェンド、オフィスKR、オンリー・ワン、Casting Boat、極東電視台、CRネクサス、コール、ザイオン、ザ・ワークス、ZIPPY、翔テレビジョン、ジーヤマ、ジーワン、スタッフラビ、スパイスファクトリー、創輝、TV-SION、日本テレビビデオ、日企、日本テレビエンタープライズ、Vispo、ビーハット、フォアキャスト・コミュニケーションズ、フォーミュレーション、フォルミカ、ブームアップ、フリード、マイ・プラン、メディアネットワーク、モスキート、ユニオン映画、ランナーズ・ウェルネス、リュウ・エンタープライズ
- 特別協力：スタジオジブリ
- 「24時間テレビ」チャリティー委員会事務局：神成尚亮(事務局長) / 広沢みどり、荻原弘子、三宅真実子、伊藤喜三郎、中島尚子、野村洋二、橋本美紀 / 全国のボランティアの皆さん、ボランティア東京委員会、草の根チャリティーネットワーク
- 警備本部：松本正樹、吉田真、川村益昭、高島修 / 奴賀正美、菅家俊久

S1サブ放送本部
- - TD：土屋隆、山口裕司
  - 調整：三山隆浩、山口孝志、飯島友美、石野太一　
  - 音声︰大越克人、大浦政宣、村上正、鈴木詳司、笹川秀男、中島和真、木本文子、白水英国
  - SW：村松明、加賀屋博史、高田憲一、岩本茂
  - TK・DSS：居波初子、山沢啓子、鈴木リサ、長坂真由美、田中あや、竹島祐子、山下裕子、丸山茜、山岸由佳
  - UVコーディネーション：大内達夫、田中真二、寺山順二、佐々木宏帆、菊地茂広、隂山昇生、冨永倫子、西山英雄、星芳宏
  - マルチSW：高安彰、藤井純、瀬霜猛夫
  - 技術コーディネート：池谷賢志、安彦真利江、上田知洋
  - ディレクター：横山裕康、伴在正行、町尻具宗、大野聰介、小野隆史

S4サブ放送本部
- - SW：遠藤裕二
  - MIX：三石敏生
  - TK：坂本幸子
  - VE：佐久間治雄、八木一夫
- 制作進行：川上トリオ、竹内美佐、野本亜希子、松田敦子、松原由希香 / 東原祐子、斉藤寿
- エグゼグティブディレクター：神戸文彦、五味一男
- チーフディレクター：村上和彦、髙橋利之
- S1サブ演出：上田識喜、倉田忠明、宮本誠臣
- プロデューサー：下田明宏、東山将之、藤井淳、瀬戸口正克 / 磯野太
- 制作：中山良夫、城朋子
- 日本武道館演出：原司
- 総合演出：福士睦
- チーフプロデューサー：松岡至、吉川圭三
- 制作指揮：渡辺弘
- 製作著作：日本テレビ